# Biber (onderzeeboot)

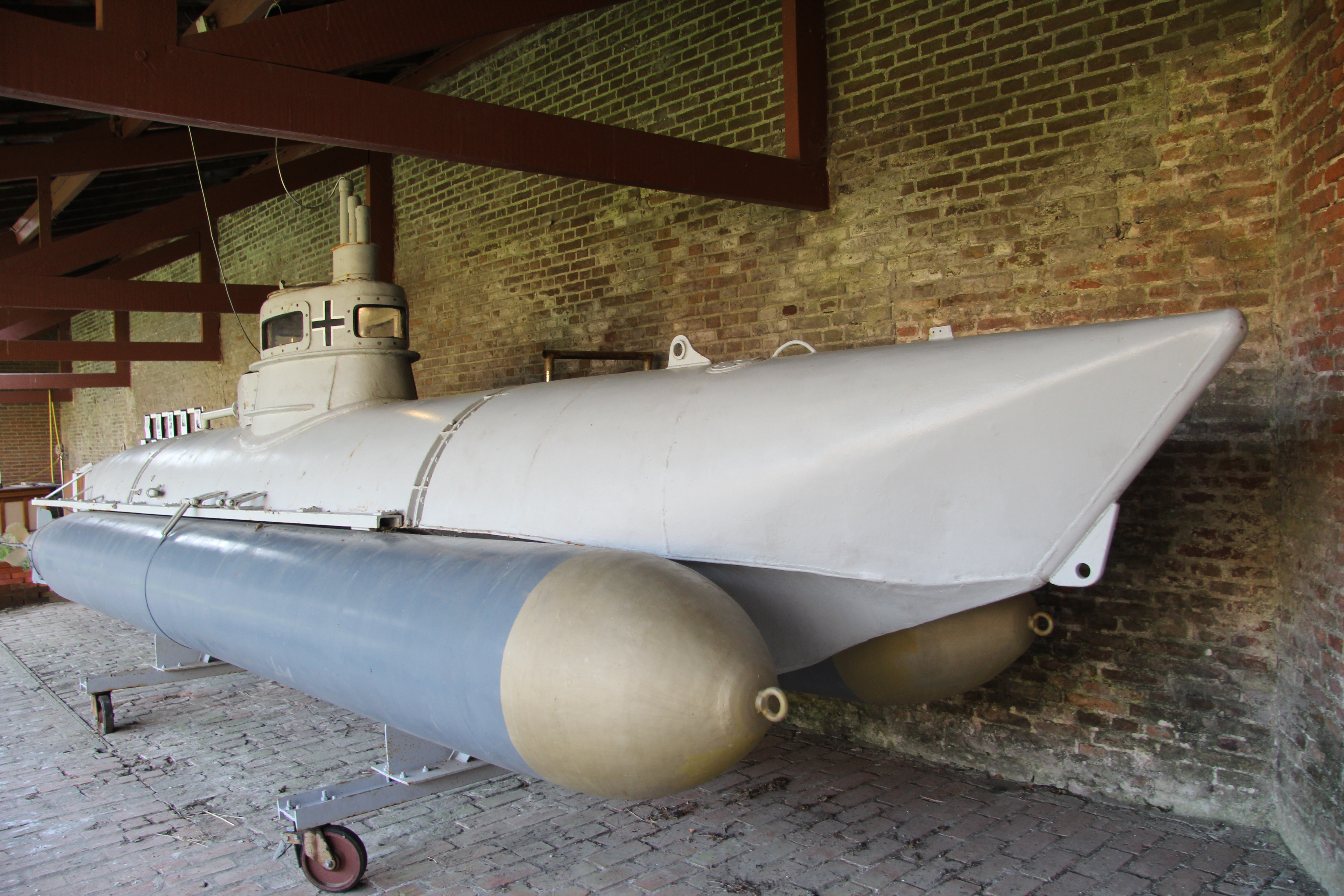
Biber in Fort Rammekens

De Biber (Duits voor bever) was een eenpersoons minionderzeeër van de Duitse Kriegsmarine tijdens de Tweede Wereldoorlog, waarvan er 324 in dienst gesteld werden.
De Biber werd bediend door één man en was 8,85 meter lang, 1,57 meter breed en 1,42 meter hoog. Hij had een BHP-SHP 32 13 benzine-elektrische motor, goed voor een snelheid van 5,25 tot 6,5 knopen, en beschikte over twee 51,5 centimeter torpedo's.

## Toepassing
Op 4 september 1944 viel de haven van Antwerpen vrijwel onbeschadigd in handen van de geallieerden. Na een bitterde strijd veroverden de geallieerden (vooral Polen) Walcheren en de rest van Zeeland en zuiverden de Schelde van zeemijnen. Op 28 november 1944 arriveerde het eerste Liberty-zeeschip en was Antwerpen de enige intacte haven van West-Europa die de bevoorrading van de geallieerde legers kon ontvangen en zo de kunstmatige havens van Normandië, onder meer Arromanches en Saint-Laurent, aflossen. Alle andere grote aanlegplaatsen van de Noordzee, Het Kanaal en de Atlantische Oceaan waren nog steeds door de Duitsers bezet of onbruikbaar gemaakt. Met de Biber wilden de Duitsers geallieerde vrachtschepen die de Schelde op voeren aanvallen.
Het was de bedoeling de Bibers bij honderden met treinen en vrachtwagens te transporteren naar locaties waar ze met hun geringe actieradius tegen de invasievloot gebruikt konden worden. In dat verband besloot de Kriegsmarine in augustus 1944 om Poortershaven te gaan gebruiken als basis voor de 4e divisie van het Kommando Kleinkampfverbände (K-Verband) (andere uitvalshavens waren Groningen, Den Helder, IJmuiden, Scheveningen, Rotterdam en Hellevoetsluis). In de avond van 5 november 1944 arriveerde hier vervolgens het K-Flottille 261 met dertig Bibers afkomstig van de Duitse Flenderwerf in Lübeck. De groep stond onder leiding van Kapitänleutnant M.A. Friedmar Wolters. De werkwijze was dat de Bibers vanuit Poortershaven door een sleepboot naar zee werden gesleept, meestal tot de hoogte van Voorne, waarna ze verder op eigen kracht naar de Westerschelde voeren, met als doelwit de geallieerde schepen die op weg waren naar Antwerpen. Van november 1944 tot en met 7 mei 1945 zijn er op de Westerschelde achtentwintig vrachtschepen door toedoen van dit 'Kleinkampfmittel' tot zinken gebracht, hetzij direct door torpedo’s, hetzij indirect door geplaatste zeemijnen.
De Duitsers gebruikten de Bibers ook bij hun pogingen om het bruggenhoofd over de Waal uit te schakelen, dat na operatie Market Garden was ontstaan in de buurt van Nijmegen. Na pogingen om de verkeersbrug (Waalbrug) uit te schakelen door bombardementen met vliegtuigen en later door duikers die explosieven aanbrachten, werd in de nacht van 13 op 14 januari 1945 een flottielje Bibers ingezet. In totaal zouden 17 duikboten zijn ingezet, waarvan acht hun doel bereikten. Zeven liepen aan de grond en twee werden vroegtijdig vernietigd. De brug bleef echter onbeschadigd doordat de Canadese Forestry Company een versperring in de rivier had geconstrueerd. 16 van de 17 bestuurders van de Bibers keerden heelhuids terug op hun uitvalsbasis.

## Nog bestaande exemplaren

### België
- For Freedom Museum te Knokke-Heist.

### Nederland
Voor zover bekend zijn er nog vijf exemplaren van dit type onderzeeër in Nederland te vinden:
- Voor de kust van Vlissingen is in 1951 een Biber geborgen met de stoffelijke resten van de bestuurder er nog in. Na jarenlang op het Marinecomplex te hebben gestaan, is hij in 2007 naar Fort Rammekens verplaatst. Later is deze Biber opgeknapt door vrijwilligers van het Zeeuws maritiem muZEEum en in een opengewerkte container op de Oranjedijk naast de Oranjemolen (eveneens in Vlissingen) tentoongesteld.[3]
- In het Nederlands Kustverdedigingsmuseum in Hoek van Holland is een in 1990 uit de Nieuwe Waterweg geborgen Biber te bezichtigen. De bestuurder van dit exemplaar, die destijds levend uit het water is gehaald, heeft het museum met de geborgen onderzeeër op uitnodiging bezocht.
- Aan de Sloterweg in Sloten, bij Amsterdam, staat een Biber op een sokkel van een particulier.[4]
- Een Biber die in september 2009 langs de Waal bij Gendt werd opgegraven, wordt tentoongesteld in Fort Pannerden in Doornenburg. Eerder was hij te zien in het Nationaal Bevrijdingsmuseum 1944-1945 in Groesbeek. Dit exemplaar is waarschijnlijk gebruikt bij een Duitse aanval op de Nijmeegse Waalbrug in 1945.
- In Oorlogsmuseum Overloon in Overloon staat de Biber 205. Deze maakte waarschijnlijk deel uit van het K-Flottille 266.[5] Dit flottielje was aanvankelijk als reserve in Rotterdam gestationeerd, maar aan het eind van de oorlog werden verschillende Bibers vanuit Emmerich ingezet.[6] Het is waarschijnlijk dat ook de bij Gendt gevonden Biber deel uitmaakte van dit flottielje.
- In dierenpark Wassenaar heeft in de speeltuin jaren een Biber gestaan.[bron?]

### Duitsland
- Rheinmuseum Emmerich. Biber 210, in 1958 gevonden in de Rijn aan de tros van een Nederlandse sleepboot. Waarschijnlijk onderdeel van het K-Flottille 266.[5]
- Technikmuseum Speyer. Dit exemplaar werd in 1976 gevonden tijdens baggerwerkzaamheden bij Rotterdam.

## Biberbunker
In de duinen van Oostvoorne ligt een bunkercomplex uit 1942-1943 dat aangeduid wordt als de 'Biberbunker'. Deze bunker heeft evenwel geen relatie met de minionderzeeërs, maar is gebouwd als radarcommandopost voor de Duitse Luftwaffe. De door de Duitsers gehanteerde codenaam Biber (Bever) is afgeleid van de plaatsnaam Brielle; de Duitsers begonnen bij de aanduiding van hun bunkers namelijk meestal met de eerste letter van de plaats waar die zich bevonden.